# Африканизация
Африканиза́ция — понятие, используемое для обозначения различных социокультурных процессов африканских стран, является одним из вариантов индигенизации.

## Африканизация имён собственных
В колониальный период многие названия африканских стран были англо- или франкоязычными. После обретения независимости ряд африканских стран провёл «африканизацию» в сфере топонимики и ономастики, что заключалась в изменении географических названий и личных имён, с тем чтобы новые названия и имена отражали «африканскую» идентичность.

### Топонимы
В течение прошлого столетия ряд африканских стран изменил названия в результате объединений, сецессий, получения независимости, смены политических режимов и т. д.
| Предыдущее название           | Год изменения | Современное название             |
| ----------------------------- | ------------- | -------------------------------- |
| Дагомея                       | 1975          | Бенин                            |
| Протекторат Бечуаналенд       | 1966          | Ботсвана                         |
| Верхняя Вольта                | 1984          | Буркина-Фасо                     |
| Убанги-Шари                   | 1960          | Центральноафриканская Республика |
| Заир                          | 1997          | Демократическая Республика Конго |
| Французское Конго             | 1960          | Республика Конго                 |
| Французский берег Сомали      | 1977          | Джибути                          |
| Испанская Гвинея              | 1968          | Экваториальная Гвинея            |
| Свазиленд                     | 2018          | Эсватини                         |
| Золотой Берег                 | 1957          | Гана                             |
| Французская Гвинея            | 1958          | Гвинея                           |
| Португальская Гвинея          | 1974          | Гвинея-Бисау                     |
| Басутоленд                    | 1966          | Королевство Лесото               |
| Протекторат Ньясаленд         | 1964          | Малави                           |
| Французский Судан             | 1960          | Мали                             |
| Юго-Западная Африка           | 1990          | Намибия                          |
| Руанда-Урунди                 | 1962          | Руанда / Бурунди                 |
| Занзибар и Пемба / Танганьика | 1964          | Танзания                         |
| Буганда                       | 1962          | Уганда                           |
| Северная Родезия              | 1964          | Замбия                           |
| Южная Родезия                 | 1980          | Зимбабве                         |

Другие изменённые топонимы:
- Остров Фернандо-По переименован в остров Биоко
- Леопольдвиль переименован в Киншасу
- Солсбери переименован в Хараре
- Лоренсу-Маркиш переименован в Мапуту
- Новый Лиссабон переименован в Уамбо
- Форт-Лами переименован в Нджамену
- Тананариве переименован в Антананариву
- Батерст переименован в Банжул
- Санта-Исабель переименован в Малабо
- Элизабетвиль переименован в Лубумбаши
- Стэнливиль переименован в Кисангани
- Лулуабург переименован в Канангу
- Понтьевиль переименован в Убунду
- Нову-Редонду переименован в Сумбе
- Мосамедиш был переименован в Намибе, но в 2016 году вновь переименован в Мосамедиш
- Аберкорн переименован в Мбала
- Брокен-Хилл переименован в Кабве
- Форт-Джеймсон переименован в Чипату
- Хартли переименован в Чегуту
- Форт-Виктория переименован в Масвинго.

В ЮАР многие топонимы европейского происхождения с 1994 года подверглись африканизации; см. Южно-африканский совет по географическим названиям.

### Личные имена
- Жозеф-Дезире Мобуту сменил своё имя на Мобуту Сесе Секо
- Франсуа Томбалбай сменил своё имя на Нгарта Томбалбай
- Этьенн Эйадема сменил своё имя на Гнассингбе Эйадема
- Франсиско Масиас Нгема сменил своё имя на Франси́ско Маси́ас Нге́ма Бийо́го Нье́ге Ндонг.

В ряде случаев лидеры африканских стран меняли имя в связи с обращением в ислам или другую конфессию или, наоборот, выходом из неё.
Например, Альберт-Бернард Бонго сменил имя на Омар Бонго, Дауда Джавара — на Давид Джавара, Жан Бедель Бокасса — на Салах эд-Дин Ахмед Бокасса.

## Африканизация гражданских служб
В некоторых африканских странах после получения ими независимости «африканизацией» называлась политика позитивной дискриминации, направленная на увеличение числа представителей местного населения на государственной службе, где ранее преобладали белые или азиаты.

## Локализация на языках народов Африки
Термин «африканизация», сокращённый как нумероним «A12n», был применён к локализации программного обеспечения на языки народов Африки, по аналогии с выражением, употребляемом для обозначения локализации «L10n» в английском языке.